# Hortlax
Hortlax est une localité de la commune de Piteå dans le comté de Norrbotten en Suède.
Sa population était de 6 514 habitants en 2019.